# Teodoro Svetoslav
Teodoro Svetoslav (en búlgaro: Тодор Светослав, Todor Svetoslav y también en búlgaro: Теодор Светослав, Teodor Svetoslav) reinó como zar de Bulgaria de 1300 a 1322. La fecha de su nacimiento es desconocida, pero probablemente fue después de 1270. Fue un gobernante sabio y capaz que trajo estabilidad y cierta prosperidad al Segundo Imperio búlgaro después de dos décadas de constante intervención mongola en los asuntos internos del Imperio. El reinado de Teodoro Svetoslav comenzó con la recuperación del sur de Besarabia; unos años después el zar derrotó a los bizantinos y recuperó la mayor parte del norte de Tracia, ocupada por ellos durante la anterior crisis búlgara. A partir de 1307, Svetoslav mantuvo una política pacífica hacia todos los territorios vecinos, que redundó en la expansión del comercio y la economía.
Aparte de sus éxitos externos y económicos, Teodoro Svetoslav trató con los separatistas de la nobleza como había hecho su tío. Persiguió a los traidores que creía responsables de la intromisión mongola en los asuntos búlgaros e incluso mandó ajusticiar al patriarca, Joaquín III.

## Primeros años
Teodoro Svetoslav era hijo de Jorge Terter I y María Terter. Poco después de la ascensión de Iván Asen III al trono búlgaro en 1279, su padre se divorció de su madre para casarse con la hermana del nuevo emperador. María y Teodoro Svetoslav fueron enviados al Imperio bizantino como rehenes, y residieron en Nicea.
El ascenso de Jorge Terter I al trono en 1280 no modificó las cosas, pero en 1281 Teodoro Svetoslav se prometió por poderes con una hija del sebastocrátor Juan I Ducas de Tesalia; este casamiento formaba parte de una alianza diplomática. La joven futura esposa llegó a Tarnovo, pero nunca llegó a encontrarse con su prometido.
En 1284 Jorge Terter I firmó un nuevo tratado con Andrónico II Paleólogo, y recuperó a su primera esposa, mientras que Teodoro Svetoslav permaneció como rehén de los bizantinos. El mismo tratado requería la ruptura de la alianza con Tesalia y la prometida de Teodoro Svetoslav fue enviada a Bizancio. No fue sino en 1285 cuando el patriarca de Bulgaria Joaquín III llegó a Constantinopla y organizó la liberación de Teodoro Svetoslav, que debía ya casarse con una hija del gran funcionario de la corte Juan Sinadeno. Se desconoce si este matrimonio llegó a celebrarse.

## Actividades políticas
En Bulgaria Teodoro Svetoslav fue asociado como coemperador por su padre quien emitió monedas que representan a uno junto al otro. Sin embargo, después de la particularmente devastadora incursión mongola, Jorge Terter I envió a su hijo como rehén a Nogai Kan, el caudillo de la Horda de Oro mongola, alrededor de 1289. Quizás en relación con los mismos hechos, la hermana no identificada de Teodoro Svetoslav se casó con el hijo de Nogai Chaka. Durante parte de su exilio, Teodoro Svetoslav se empobreció y trató de mejorar su fortuna al casarse con la rica Eufrósine, la ahijada de la mujer de Nogai Eufrósine Paleóloga, quien fue una hija ilegítima del emperador Miguel VIII Paleólogo.
Teodoro Svetoslav dejó el anonimato en 1298 o 1299, cuando acompañó a su cuñado Chaka a invadir Bulgaria. El regente Iván II huyó de Tarnovo en 1299, y Teodoro Svetoslav ayudó a convencer a la nobleza búlgara de que aceptase a Chaka como señor. Sin embargo, Teodoro Svetoslav rápidamente organizó una conspiración, depuso a Chaka y mando estrangularlo en prisión en 1300. Teodoro Svetoslav se proclamó emperador de Bulgaria, sometido a la autoridad de Toqta, que le permitió extender sus dominios.

## Zar de Bulgaria

El Segundo Imperio búlgaro durante el reinado de Teodoro Svetoslav:
El segundo Imperio búlgaro en tiempos de Teodoro Svetoslav (1300-1322):
Segundo imperio búlgaro (1300)
Conquistas de Teodoro Svetoslav
Valaquia (dominada por Bulgaria hasta el 1322)
Despotado de Vidin: Miguel Sisman
Despotado de Vojsil: hasta 1323
Despotado de Eltimir: hasta 1307

El reinado de Teodoro Svetoslav se caracterizó por la estabilización interna y pacificación del país, el fin del dominio mongol, la recuperación relativa del control gubernamental sobre las provincias periféricas y de partes de Tracia perdidas ante el Imperio bizantino durante las guerras contra Ivailo de Bulgaria.
Teodoro Svetoslav fue un señor severo e implacable, que castigó a todos los que se interpusieron en su camino, incluyendo a su antiguo benefactor, el patriarca Joaquín III, que fue acusado de traición y ejecutado. Ante la brutalidad del nuevo emperador, algunos grupos de nobles trataron de sustituirlo por otros pretendientes al trono, apoyados por Andrónico II. Uno de estos pretendientes fue el sebastocrátor Radoslav, de Sredna Gora, un hermano del antiguo emperador Smilets, que fue derrotado y capturado por el tío de Teodoro Svetoslav, el déspota Aldimir (o Eltimir), en Kran en torno al 1301. Otro aspirante al cetro de Svetoslav fue el antiguo emperador Miguel II Asen, que intentó sin éxito penetrar en Bulgaria con un ejército bizantino hacia 1302. Teodoro Svetoslav obtuvo la liberación de su padre Jorge Terter I a cambio de trece oficiales bizantinos de alto rango apresados en la derrota de Radoslav. El zar instaló a su padre con todo lujo en una ciudad que se desconoce.

### Expansión

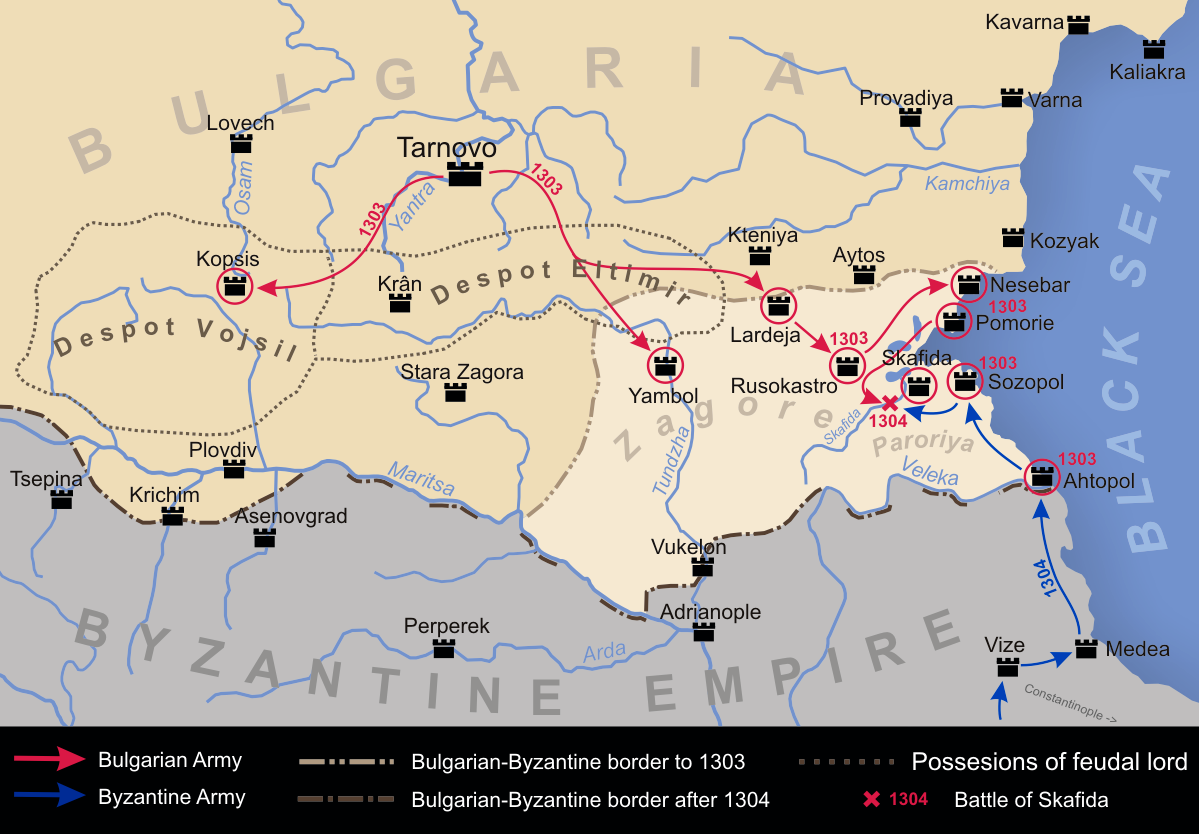
Campaña militar de Teodoro Svetoslav (1303-1304).

Gracias a sus victorias, Teodoro Svetoslav se sintió lo suficientemente seguro como para pasar a la ofensiva en 1303; conquistó las fortalezas del noreste de Tracia, incluidas Mesembria (Nesebar), Anquialo (Pomorie), Sozópolis (Sozopol), y Agatópolis (Ahtopol) en 1304. El contraataque bizantino fue desbaratado en la batalla de Skafida, librada cerca de Poros (Burgas), en la que el coemperador Miguel IX Paleólogo fue puesto en fuga. Sin embargo, la guerra continuó; tanto Miguel IX como Teodoro Svetoslav saquearon los terrenos del adversario. En 1305 el tío de Teodoro Svetoslav, Aldimir, pareció haber entrado en negociaciones con los bizantinos, y el zar le confiscó sus tierras. En 1306 Teodoro Svetoslav obtuvo los servicios de los mercenarios alanos que se habían rebelado contra los bizantinos, que se establecieron en Bulgaria; el zar intentó asimismo atraerse a los mercenarios de la Compañía Catalana, que también se habían alzado contra los bizantinos, pero en vano. La guerra entre Bulgaria y Bizancio terminó con un tratado de paz en 1307, cimentado con el matrimonio entre el viudo Svetoslav y Teodora Paleóloga, hija del coemperador Miguel IX.
A partir de entonces y hasta su fallecimiento, Svetoslav permaneció en paz con sus vecinos. La recuperación del control gubernamental de las provincias periféricas como Vidin fue probablemente pacífica, y la obtención del Banato de Severin del Reino de Hungría, de la que apenas existe documentación, debió lograrse durante las luchas dinásticas húngaras. En 1318 el rey serbio Esteban Uroš II Milutin visitó Tarnovo, pese a su anterior alianza con Andrónico II y a haberse divorciado de Ana, la hermana de Svetoslav.
La única posible señal de nuevas hostilidades fueron dos incursiones mongolas en la Tracia bizantina ocurridas en 1320 y 1321, que probablemente se llevaron a cabo con colaboración búlgara y formaron parte del comienzo de la guerra civil entre Andrónico II Paleólogo y su nieto Andrónico III Paleólogo. Svetoslav envió ayuda militar a su cuñado Andrónico III, al parecer con la esperanza de capturarlo.
Después de un reinado sorprendentemente exitoso (teniendo en cuenta las desventuras de su juventud), Teodoro Svetoslav murió a principios de 1322, y le sucedió su hijo Jorge Terter II.

## Matrimonios
Con su primera esposa Eufrósine, Teodoro Svetoslav tuvo un hijo, Jorge Terter II, que le sucedió como emperador de Bulgaria de 1322 a 1323. No se sabe si tuvo hijos con su segunda esposa, Teodora Paleóloga, la hija del coemperador Miguel IX Paleólogo.